# 山形さくら町病院
山形さくら町病院（やまがたさくらちょうびょういん）は、山形県山形市にある医療機関。社会医療法人二本松会が運営。こころの総合リハビリテーションを掲げている。

## 沿革
- 1922年（大正11年) 4月26日 - 二本松医院として開業。
- 1923年（大正12年) - 名称が山形脳病院と改称される。
- 1957年（昭和32年）1月 - 名称が山形精神病院と改称される。
- 1967年（昭和42年）5月1日 - 名称が山形病院に改称される。
- 2008年（平成20年）4月1日 - 新病院として全面開院し、現在の山形さくら町病院が名称となる。

## 診療科
- 精神科
- 心療内科

## アクセス
- 公共交通機関
  - JR山形駅より徒歩3分[2]

## 周辺
- 山形県道18号山形朝日線
- 篠田総合病院
- 霞城公園
- 山形美術館
- 最上義光歴史館
- NHK山形放送局